# Obština Vraca
Obština Vraca (bulharsky Община Враца) je bulharská jednotka územní samosprávy ve Vracké oblasti. Leží v severozápadním Bulharsku v západním Předbalkánu, zčásti na severních svazích Staré planiny, zčásti v Dolnodunajské nížině. Sídlem obštiny je město Vraca, kromě něj zahrnuje obština 22 vesnic. Žije zde přibližně 70 tisíc obyvatel.

## Sídla
- Banica[p 1]
- Beli Izvor[p 1]
- Čelopek[p 1]
- Čiren[p 1]
- Devene[p 1]
- Goljamo Peštene[p 1]
- Gorno Peštene[p 1]
- Kostelevo[p 1]
- Liljače[p 1]
- Ljutadžik[p 1]
- Malo Peštene
- Mramoren[p 1]
- Nefela[p 1]
- Ochoden[p 1]
- Pavolče[p 1]
- Tiševica[p 1]
- Tri Kladenci[p 1]
- Vărbica[p 1]
- Veslec[p 1]
- Virovsko[p 1]
- Vlasatica[p 1]
- Vraca[p 2] (sídlo správy)
- Zgorigrad[p 1]

## Sousední obštiny
| Růžice kompasu | Krivodol |               | Borovan       | Růžice kompasu |
| Růžice kompasu | Văršec   | Sever         | Bjala Slatina | Růžice kompasu |
| Růžice kompasu | Văršec   | Obština Vraca | Bjala Slatina | Růžice kompasu |
| Růžice kompasu | Văršec   | Jih           | Bjala Slatina | Růžice kompasu |
| Růžice kompasu | Svoge    | Mezdra        | Roman         | Růžice kompasu |

## Obyvatelstvo
K 15. prosinci 2024 v obštině žilo 69 292 obyvatel a bylo zde trvale hlášeno 78 346 obyvatel. Podle sčítání 7. září 2021 bylo národnostní složení následující:
- Bulhaři: 58 237 (96.3 %)
- Romové: 1 888 (3.1 %)
- Turci: 46 (0.1 %)
- ostatní[p 4]: 279 (0.5 %)

V období 2011 až 2021 v obštině ubylo 11 175 obyvatel.